# Geddinsäure
Geddinsäure ist eine chemische Verbindung aus der Gruppe der gesättigten höheren Fettsäuren. Sie zählt zur Untergruppe der Wachssäuren. Ihre Salze und Ester heißen systematisch Tetratriacontanoate.
Sie kommt im Baumwoll-, Carnauba-, Candelillawachs und im Gheddawachs (Wildbienenwachs), von welchem sich ihr Trivialname herleitet, vor.